# Ceutorhynchus inaffectatus
Ceutorhynchus inaffectatus är en skalbaggsart som beskrevs av Leonard Gyllenhaal 1837. Ceutorhynchus inaffectatus ingår i släktet Ceutorhynchus, och familjen vivlar. Arten är reproducerande i Sverige.